# Тарська
Та́рська (рос. Тарская) — селище у складі Каримського району Забайкальського краю, Росія. Входить до складу Кайдаловського сільського поселення.

## Населення
Населення — 127 осіб (2010; 136 у 2002).
Національний склад (станом на 2002 рік):
- росіяни — 98 %